# Georges Niang
Georges Niang (Lawrence, Massachusetts, 17 de junio de 1993) es un baloncestista estadounidense, naturalizado senegalés, que pertenece a la plantilla de los Utah Jazz de la NBA. Con 2,01 metros de estatura, juega en la posición de ala-pívot.

## Trayectoria deportiva

### Universidad

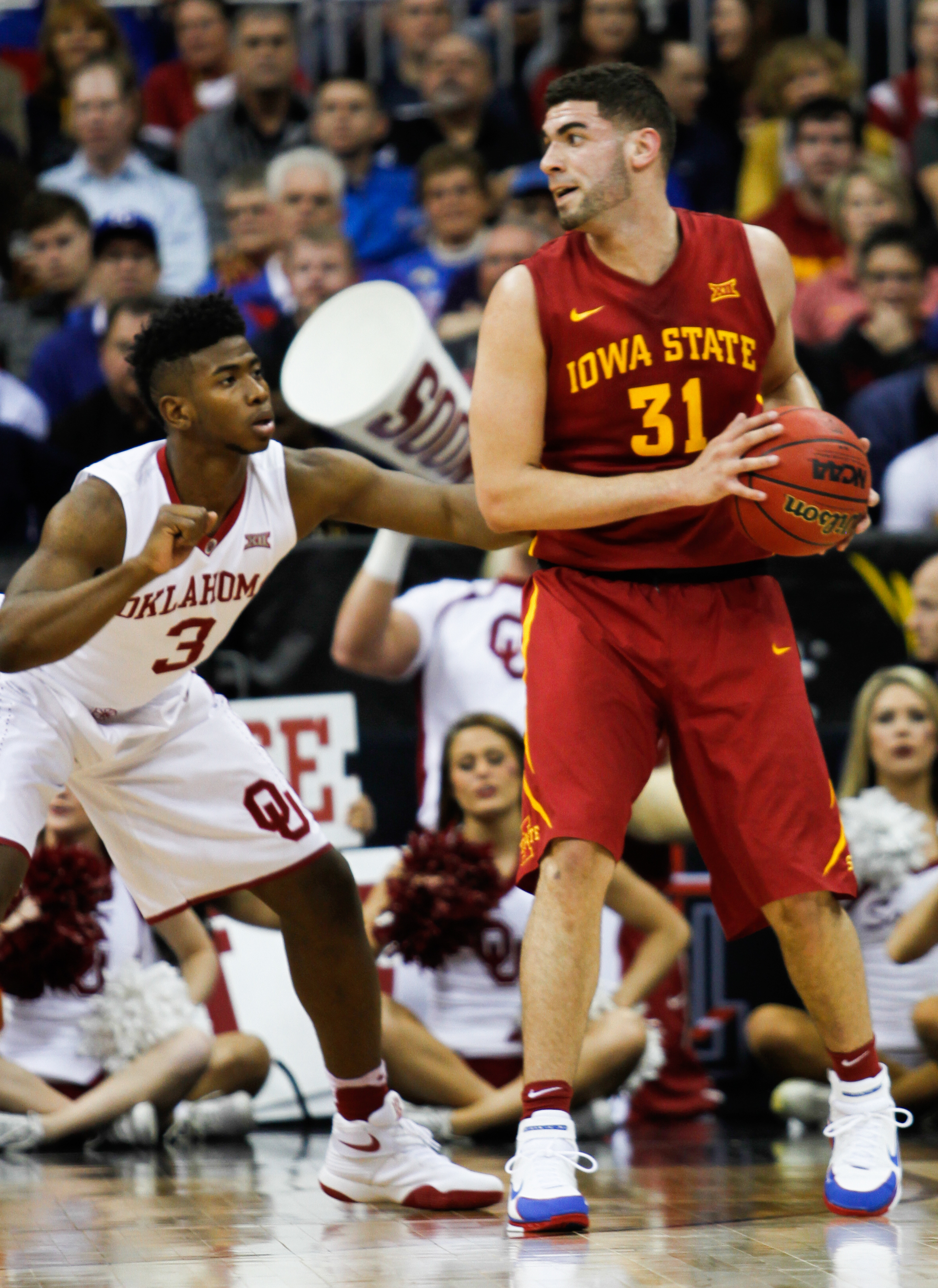
Niang con Iowa State en 2016.

Jugó cuatro temporadas con los Cyclones de la Universidad Estatal de Iowa, en las que promedió 16,1 puntos, 5,2 rebotes y 3,1 asistencias por partido. En su primera temporada fue incluido en el mejor quinteto de rookies de la Big 12 Conference, mientras que en las dos últimas apareció en el mejor quinteto absoluto de la conferencia.
Fue galardonado en 2016 con el Premio Karl Malone al mejor ala-pívot universitario, Fue además elegido en el tercer equipo All-American de la AP y la NABC en 2015 y en el segundo equipo consensuado en 2016.

#### Estadísticas
| Año     | Equipo     | PJ  | PT  | MPP  | %TC  | %3P  | %TL  | RPP | APP | ROB | TPP | PPP  |
| ------- | ---------- | --- | --- | ---- | ---- | ---- | ---- | --- | --- | --- | --- | ---- |
| 2012–13 | Iowa State | 35  | 23  | 25.1 | .515 | .392 | .700 | 4.6 | 1.8 | .7  | .2  | 12.1 |
| 2013–14 | Iowa State | 34  | 34  | 30.1 | .474 | .327 | .721 | 4.5 | 3.6 | .6  | .6  | 16.7 |
| 2014–15 | Iowa State | 34  | 34  | 30.7 | .461 | .400 | .808 | 5.4 | 3.4 | .5  | .5  | 15.3 |
| 2015–16 | Iowa State | 34  | 34  | 33.2 | .546 | .390 | .813 | 6.2 | 3.3 | .9  | .6  | 20.2 |
| Total   | Total      | 121 | 109 | 29.2 | .490 | .375 | .762 | 5.1 | 3.0 | .6  | .5  | 15.4 |

### NBA

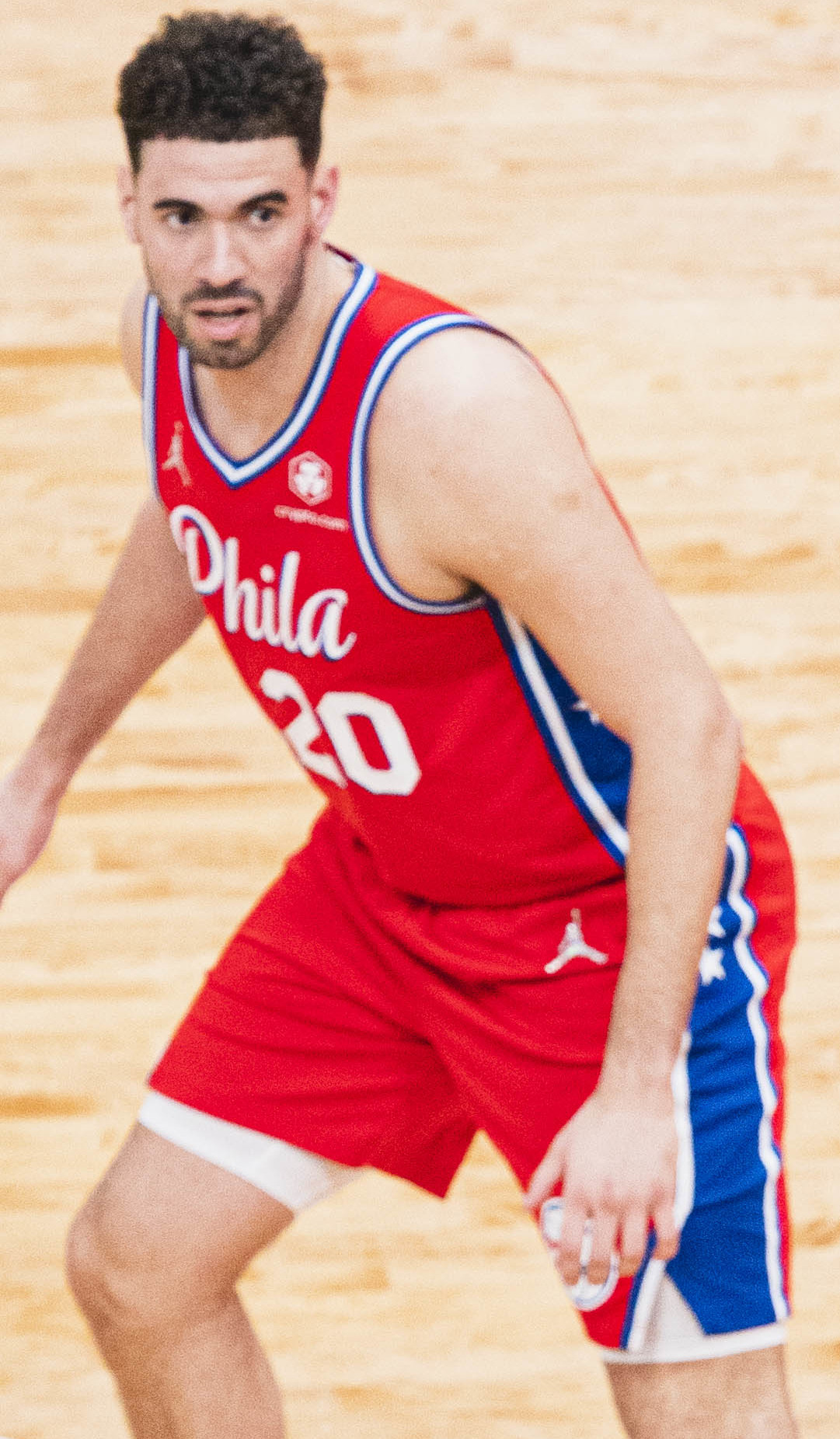
Niamg con los Sixers en 2022.

Fue elegido en la quincuagésima posición del Draft de la NBA de 2016 por Indiana Pacers. Debutó en la liga el 28 de octubre, en un partido ante los Brooklyn Nets.
El 16 de agosto de 2017, firma con los Golden State Warriors, siendo cortado el 14 de octubre y asignado al filial de la G League, los Santa Cruz Warriors.
El 14 de enero de 2018, firma un contrato dual con Utah Jazz, que le permite jugar también con su filial de la NBA G League, los Salt Lake City Stars.
Tras 9 encuentros con el primer equipo, el 13 de julio de 2018, firma un contrato estándar con los Jazz.
Tras cuatro años en Salt Lake City, el 3 de agosto de 2021, firma como agente libre con Philadelphia 76ers por $6,7 millones y 2 años.
En junio de 2023, firma con Cleveland Cavaliers por 3 años y $26 millones.
El 6 de febrero de 2025 es traspasado a los Atlanta Hawks, junto a Caris LeVert, a cambio de De'Andre Hunter.
El 24 de junio de 2025 es traspasado a Boston Celtics en un intercambio entre tres equipos. Pero el 5 de agosto es traspasado a Utah Jazz a cambio de RJ Luis Jr.

## Estadísticas de su carrera en la NBA

### Temporada regular
| Año     | Equipo       | PJ  | PT | MPP  | %TC  | %3P  | %TL   | RPP | APP | ROB | TPP | PPP  |
| ------- | ------------ | --- | -- | ---- | ---- | ---- | ----- | --- | --- | --- | --- | ---- |
| 2016-17 | Indiana      | 23  | 0  | 4.0  | .250 | .083 | 1.000 | .7  | .2  | .1  | .0  | .9   |
| 2017-18 | Utah         | 9   | 0  | 3.6  | .364 | .000 | .500  | 1.0 | .3  | .2  | .0  | 1.0  |
| 2018-19 | Utah         | 59  | 0  | 8.7  | .475 | .410 | .833  | 1.5 | .6  | .2  | .1  | 4.0  |
| 2019-20 | Utah         | 66  | 1  | 14.0 | .438 | .400 | .833  | 1.9 | .7  | .3  | .1  | 5.9  |
| 2020-21 | Utah         | 72  | 10 | 16.0 | .437 | .425 | .957  | 2.4 | .8  | .3  | .1  | 6.9  |
| 2021-22 | Philadelphia | 76  | 7  | 22.8 | .437 | .403 | .881  | 2.7 | 1.3 | .4  | .2  | 9.2  |
| 2022-23 | Philadelphia | 78  | 1  | 19.4 | .442 | .401 | .867  | 2.4 | 1.0 | .4  | .2  | 8.2  |
| 2024-25 | Cleveland    | 51  | 1  | 20.7 | .477 | .400 | .793  | 3.7 | 1.3 | .3  | .1  | 8.7  |
| 2024-25 | Atlanta      | 28  | 2  | 23.0 | .441 | .413 | .793  | 3.0 | 1.6 | .4  | .3  | 12.1 |
| Total   | Total        | 544 | 32 | 17.2 | .445 | .399 | .852  | 2.5 | 1.0 | .3  | .1  | 7.4  |

### Playoffs
| Año   | Equipo       | PJ | PT | MPP  | %TC  | %3P  | %TL   | RPP | APP | ROB | TPP | PPP |
| ----- | ------------ | -- | -- | ---- | ---- | ---- | ----- | --- | --- | --- | --- | --- |
| 2019  | Utah         | 5  | 0  | 11.0 | .409 | .308 | —     | 2.8 | 1.0 | .2  | .2  | 4.4 |
| 2020  | Utah         | 7  | 0  | 16.3 | .500 | .414 | 1.000 | 2.1 | .6  | .0  | .1  | 8.3 |
| 2021  | Utah         | 11 | 0  | 11.7 | .282 | .300 | 1.000 | 1.7 | .7  | .0  | .1  | 3.2 |
| 2022  | Philadelphia | 12 | 0  | 16.5 | .417 | .372 | 1.000 | 1.5 | .9  | .3  | .0  | 4.8 |
| 2023  | Philadelphia | 11 | 0  | 14.3 | .500 | .462 | —     | .4  | .2  | .0  | .2  | 4.4 |
| 2024  | Cleveland    | 10 | 0  | 12.1 | .220 | .130 | .875  | 1.2 | .4  | .4  | .2  | 2.8 |
| Total | Total        | 56 | 0  | 13.8 | .387 | .341 | .938  | 1.5 | .6  | .1  | .1  | 4.4 |